# Xã Fairfield, Quận Crawford, Pennsylvania
Xã Fairfield (tiếng Anh: Fairfield Township) là một xã thuộc quận Crawford, tiểu bang Pennsylvania, Hoa Kỳ. Năm 2010, dân số của xã này là 1.023 người.